# Theroscopus hungaricus
Theroscopus hungaricus là một loài tò vò trong họ Ichneumonidae.